# 泰利尼
泰利尼（法語：Théligny，法語發音：[teliɲi]）是法国萨尔特省的一个市镇，属于马梅尔斯区。

## 地理
泰利尼（48°10'31"N, 0°47'59"E）面积14.31 平方千米，位于法国卢瓦尔河地区大区萨尔特省，该省份为法国西北部内陆省份，北起顺时针与奥恩省、厄尔-卢瓦省、卢瓦-谢尔省、安德尔-卢瓦尔省、曼恩-卢瓦尔省和马耶讷省接壤，是法国大西部的入口，连接卢瓦尔河谷、布列塔尼和巴黎盆地。
与泰利尼接壤的市镇（或旧市镇、城区）包括：圣于尔法斯、瑟通、圣博梅、科尔姆。

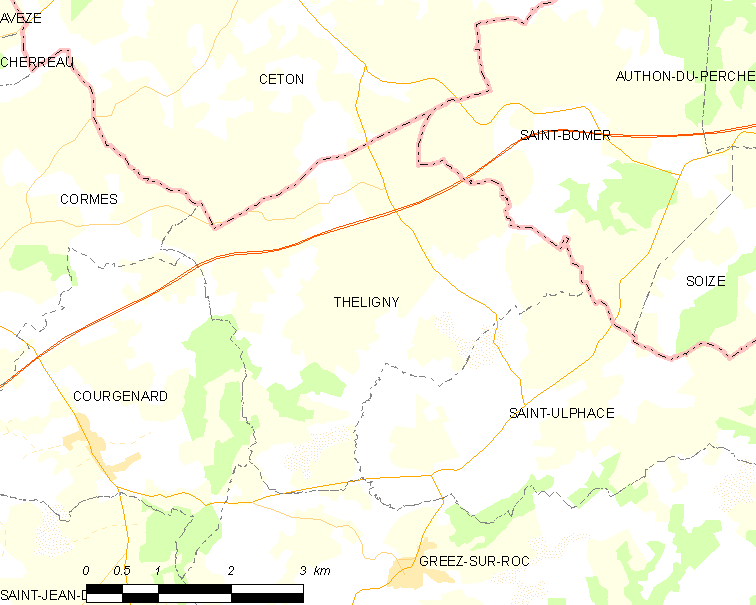
泰利尼的OSM定位图

泰利尼的时区为UTC+01:00、UTC+02:00（夏令时）。

## 行政
泰利尼的邮政编码为72320，INSEE市镇编码为72353。

## 政治
泰利尼所属的省级选区为贝尔纳堡县。

## 人口

1962-2008年间泰利尼人口变化图示

泰利尼于2022年1月1日时的人口数量为215人。